# 维笃二世
維篤二世（拉丁語：Victor PP. II；約1018年—1057年7月28日）本名多爾恩斯泰恩-希爾施貝爾格的格布哈爾德（Gebhard of Dollnstein-hirschberg），于施瓦本出生，於1055年4月13日至1057年7月28日出任教宗。

## 譯名列表
- 维克托二世：《大英簡明百科知識庫》2005年版[永久]。
- 維篤二世：香港天主教教區檔案　歷任教宗。